# هيو تشارلز
هيو تشارلز (بالإنجليزية: Hugh Charles)‏ هو لاعب كرة القدم الكندية أمريكي، ولد في 7 يناير 1986 في تلسا في الولايات المتحدة.